# Microctenochira jousselini
Microctenochira jousselini es una especie de insecto coleóptero de la familia Chrysomelidae, descrita en 1855 por Carl Henrik Boheman.